# مصطفی مدبولی
مصطفی مدبولی (عربی: مصطفى كمال مدبولي؛ زادهٔ ۲۸ آوریل ۱۹۶۶) سیاست‌مدار اهل مصر است. وی پس از شریف اسماعیل در تاریخ ۱۴ جوئن ۲۰۱۸ توسط عبدالفتاح سیسی به عنوان نخست‌وزیر مصر انتخاب شد. وی پیش از این وزیر اسکان و عمران را در کابینه ابراهیم محلب و شریف اسماعیل
به عهده داشته‌است تا اینکه ۶ جوئن ۲۰۱۸ عاصم الحوار جایگزین وی می‌شود.

## زندگی‌نامه
مصطفی کمال مدبولی در سال ۱۹۶۶ در مصر زاده شد.